# South Riding
South Riding – jednostka osadnicza w Stanach Zjednoczonych, w stanie Wirginia, w hrabstwie Loudoun.